# Civitanova Marche
Civitanova Marche – miasto i gmina we Włoszech, w regionie Marche, w prowincji Macerata, położone bezpośrednio nad Adriatykiem.
Miasto jest popularnym kurortem wakacyjnym, słynącym z długich i piaszczystych plaż. Znajduje się tu duże zaplecze noclegowe, port jachtowy, zabytkowa latarnia morska oraz mury miejskie zbudowane w XV w.
Według danych na 2004 gminę zamieszkiwały 38 293 osoby, 851 os./km².
W latach 1945–1946 w mieście stacjonował Pułk Ułanów Karpackich.

## Miasta partnerskie
- Esine
- San Martín
- Skawina
- Szybenik